# Grande Prémio Internacional de Linguística Lindley Cintra
O Grande Prémio Internacional de Linguística Lindley Cintra foi um prémio literário instituído pela Sociedade de Língua Portuguesa, em homenagem ao linguista com o mesmo nome.
O prémio foi atribuído a trabalhos de investigação de autores portugueses e estrangeiros sobre a língua portuguesa. 
Inicialmente dividido em duas categorias (Grande Prémio e o Prémio Revelação), foi entregue de 1981 a 2006.

## Vencedores
- 1981 – Primeiro Lugar ex-aequo: Telmo dos Santos Verdelho com As Palavras e as Ideias na Revolução Liberal de 1820
  - Prémio Revelação: Wang Zeng Yang com Contribuição para o Estudo Sintáctico-Semântico dos Verbos Estativos em Português
  - Primeiro Lugar ex-aequo: João Malaca Casteleiro com Sintaxe Transformacional do Adjectivo: Regência das Construções Completivas
- 1982 – Ana Maria Brito, Inês Duarte, Isabel Hub faria e Maria Helena Mira Mateus com Gramática da Língua Portuguesa
- 1985 – António Quintas Mendes com Aquisição da Leitura e da Escrita e Desenvolvimento da Consciência Metalinguística na Criança
- 1986 – Ana Maria Almeida Martins com Elementos para um Comentário Linguístico do Testamento de Afonso II (1214); Maria Perpétua Gonçalves com O Português em Moçambique - Análise de Erros em Construções de Subordinação
- 1988 – Maria José Albarran Alves de Carvalho com Aspectos Sintáctico-Semânticos dos Verbos Locativos no Português Oral de Maputo
- 1994 – Maria Luísa Seabra Marques Azevedo com Toponímia Moçárabe em Portugal
- 1995 – João Andrade Peres e Telmo Moia com Áreas Críticas da Língua Portuguesa;  Dieter Messner com Dicionário dos Dicionários Portugueses
- 1996 – Carlos A. M. Gouveia, Emília Ribeiro Pedro,  Inês Duarte e Isabel Hub Faria com Introdução à Linguística Geral e Portuguesa
- 2000 – Fernando Venâncio Peixoto da Fonseca com Crónicas Breves e Memórias Avulsas de Santa Cruz de Coimbra
- 2005 – Hanna Batoréo com Linguística portuguesa: abordagem cognitiva
- 2006 – Augusto Soares da Silva com O mundo dos sentidos em português : polissemia, semântica e cognição